# VISTA (restaurant)
VISTA is een restaurant in Willemstad. De eetgelegenheid is in maart 2016 geopend door het echtpaar Ingrid en Henrie van der Heijden. Het restaurant heeft sinds 2018 een Michelinster.

## Locatie
Het restaurant is gevestigd in Willemstad, een kustplaats in de Nederlandse provincie Noord-Brabant. De eetgelegenheid kijkt uit over de rivier Hollands Diep.

## Geschiedenis

### Geschiedenis
Het restaurant is opgericht door gastvrouw Ingrid en Meesterkok Henrie van der Heijden. Ze werkten eerder samen in onder andere restaurant ’t Raadhuis in Heinenoord. In maart 2016 openden ze VISTA in Willemstad.

### Erkenning
Een jaar na de opening van de zaak, op 11 december 2017, is VISTA onderscheiden met een Michelinster van de Franse bandenfabrikant. De zaak werd in 2024 onderscheiden met 15 van de 20 punten in de GaultMillau-gids. De eetgelegenheid staat in de top 100 van beste restaurants van Nederland van de culinaire gids Lekker. In de editie van 2024 stond de zaak op plaats 37.